# Đền Phụ Quốc
Đền Phụ Quốc nằm ở xóm Miễu, thôn Tam Tảo, thuộc xã Phú Lâm, huyện Tiên Du, tỉnh Bắc Ninh, Việt Nam. Đây là nơi thờ hai ông bà phụ quốc là Trần Quý và Đặng Thị Phương Dung, ân nhân cứu mạng vua Lý Thái Tổ, ông vua đầu tiên khởi nghiệp vương triều Lý với 216 năm hùng cường thịnh vượng.
Ngoài ra đền còn thờ Nhị Đào lại bộ, là hai vị tướng của Thục An Dương Vương.

## Truyền thuyết
Ngôi đền này gắn liền với câu chuyện xảy ra cách đây ngàn năm, mà vẫn được dân gian truyền tụng đến nay. Ngày ấy, vào năm Bính Ngọ (1006), triều đình nhà Tiền Lê ngày một suy đồi. Lê Long Đĩnh giết anh trai là Lê Long Việt (Trung Tông), cướp ngôi vua, rồi làm nhiều điều hủ bại, tàn ác... Quần thần trong triều bất phục khinh bỉ, dân chúng cả nước căm giận oán hờn. Cùng lúc này ở hương Diên Uẩn, châu Cổ Pháp, trấn Kinh Bắc liên tiếp xuất hiện những bài "Sấm Ngữ", bài khuyến và thơ phú mà nội dung đều nói lên là "Nhà Lê đã suy tàn, nhà Lý sẽ lên thay". Thậm chí có những bài còn nói thẳng ra không còn ý tứ xa xôi nữa.
"Tật Lê chìm Bắc Thủy
Lý tử thụ Nam Thiên
Tứ phương can qua tĩnh
Bát biểu hạ bình yên."
Nghĩa là:
"Gốc Lê chìm bể Bắc
Chồi Lý mọc trời Nam
Bốn phương tan giáo mác
Tám cõi được bình an."
Thấy tình thế vậy, Lê Ngọa Triều (Lê Long Đĩnh) lo sợ mất ngôi báu, bèn ra lệnh cho người lùng bắt thủ tiêu Lý Công Uẩn và những người họ Lý. Một hôm có tin mật báo: "Nhân tài ấy đang có trong đám dân phu", vua Lê Ngọa Triều liền tức tốc cho lính bao vây, lùng sục rất kỹ mà không thấy. Tương truyền rằng: Lý Công Uẩn được mẹ là Phạm Thị Ngà báo mộng khuyên con trốn sang vùng Trang Tam Tảo (Tiên Du) lánh nạn. Vua Lê sai quân đuổi theo và ra lệnh "bắt được là giết". Trên đường Lý Công Uẩn chạy trốn, đến giữa cánh đồng, Lý Công Uẩn gặp một lão nông đang cày ruộng giữa trời nắng chang chang... Sau khi biết sự thể, chẳng ngần ngại, ông vội vàng đưa chàng trai lạ lánh vào nhà mình. Rồi vợ chồng ông bà Trần Quý - Phương Dung, bất chấp nguy hiểm, chẳng sợ trọng tội đã đào hầm để cho Lý Công Uẩn xuống ở, sau đó khiêng một chum nước lớn đặt lên miệng hầm. Quan quân của Lê Ngọa Triều lên tới vùng đó khám xét rất kỹ, nhưng cũng không bắt được Lý Công Uẩn, Vua Lê Ngọa Triều tức lắm, cho gọi thầy bói vào cung gieo quẻ, thầy bói quẻ nói "Thủy thượng nhân hạ". Vua Lê Ngọa Triều cho rằng Lý Công Uẩn đã chết chìm dưới sông nên ra lệnh rút quân hồi triều. Nơi ấy sau gọi là Làng Hồi Quân nay là Hồi Quan, Tương Giang, Từ Sơn.
Sau khi lên ngôi Hoàng Đế, nhớ ơn cứu mạng của hai vợ chồng ông lão, Vua phong cho ông bà là Phụ Quốc Đại Vương Trần Quý, bà Minh Phúc Phương Dung Hoàng Thái Hậu, ban cho nhiều ân sủng, ông còn cùng Lý Công Uẩn sang Ai Lao, Khơ Me (nay là Lào và Campuchia) chiêu mộ binh lính và cùng nhà Vua đánh giặc. Những người ở trang Tam Tảo cùng phò vua đánh giặc đều được hưởng bổng lộc ân sủng của triều đình, mỗi người được cấp một thẻ bài được làm bằng Ngà voi(ngày nay tương đương huân chương kháng chiến). Khi ông bà mất vua Lý Thái Tổ đã về Trang TAM TẢO và ở lại một tháng để chịu Tang ông Bà Phụ Quốc, nhà vua thương tiếc ông bà PHỤ QUỐC đã cho lập đền thờ ở chính nơi ông bà Phụ Quốc lúc sinh thời đã sinh sống, cấp lộc điền cho dân ở Trang Tam Tảo làm hương hỏa thờ cúng Ông bà "Phụ Quốc". Hàng năm Nhà Vua,cùng quan quân triều đình đều về Trang Tam Tảo cúng giỗ ông bà Phụ Quốc và ra lệnh cho dân ở các làng: Dương Lôi, Đình Bảng, Tiêu... về Trang Tam Tảo gửi giỗ, cúng giỗ, ăn giỗ ngày mất của ông bà "Phụ Quốc", ngay mồng 1 tháng 4 giỗ Vua ông Phụ Quốc Vương TRẦN QÚY và ngày mồng 10 tháng 4 giỗ bà Minh Phúc PHƯƠNG DUNG Hoàng Thái Hậu,nhân dân quanh vùng Kinh Bắc đến dự rất đông và hành Lễ tưởng nhớ công lao của Ông Bà Phụ Quốc. Vì vậy mà trên mái ngôi đền có đề ba chữ là "Quốc tế từ", nhân dân quanh vùng gọi là "Đền Hộ Quốc" Đền Giúp Nước hay "Đền Phụ Quốc".

## Kiến trúc
Đền theo kiểu tam cấp hai nhịp tiền tế,ba gian Đại bái và hậu cung, trên đỉnh có đề ba chữ "Quốc tế từ". Hai bên là hai dãy tả vu và hữu vu, mỗi bên 5 gian hai bên tả vu hữu vu có voi trầu ngựa Phục,kiệu bát cống của Vua. Cổng Đền hình vòm cạnh có cây đa cổ thụ, trước có hồ nước, đầu đền có khu Văn Chỉ và hàng bia đá hai bên, trong đền còn có tượng ông bà Phụ Quốc, mũ, áo, hia, hài, long ngai, long báu, bài vị của hai ông bà Phụ Quốc. Ngoài ra trong Đền còn có đôi ngựa Thờ và hai người dắt Ngựa, Sắc Phong của các Triều Đại, Lý, Trần, Hậu Lê, Nguyễn... Trước cửa có Đôi Kỳ Lân, hai bên có 4 Vị Tướng Canh gác Đền.
Mái đền lợp bằng ngói cổ, Vì kèo kết cấu trồng giường giá chiêng. Các con chồng, đầu kê đều có điêu khắc họa tiết hoa văn phong phú như tứ Linh tứ qúy,lưỡng long trầu nguyệt. Trong đền còn nhiều đồ thờ quý và những pho tượng được tạo từ thời Lê Mạc.
Đền được sửa chữa lại vào năm 1953 và 1959 sau trận càn lớn của thực dân Pháp Ngôi Đền bị tàn phá gần hết chỉ còn lại toà Đại bái và gian Hậu cung,Cổng đền bị tàn phá cùng nhà tiền tế và hai dãy hữu vu và tả vu,khu văn chỉ..

## Lễ hội
Vì Ông bà Phụ Quốc là Cha Mẹ nuôi, người cứu mạng Lý Công Uẩn thoát chết, nên nhà Vua cho xây dựng đền để con cháu về sau phụng thờ hai Ông bà Phụ Quốc. Nhưng nay con cháu Nhà Lý chưa tìm về nơi thờ Phụ Mẫu Lý Công Uẩn, Ông bà Phụ Quốc không có con, nên hàng năm nhân dân Tam Tảo tổ chức lễ hội vào ngày mùng 10 tháng 2 âm lịch ngày sinh ông bà Phụ Quốc, ngày 1 tháng 4 âm lịch Giỗ Vua Ông, ngày 10 tháng 4 âm lịch Giỗ Vua Bà.
Trong lễ hội vào ngày mồng 10 tháng 2 có rước Long Đình, kiệu bát cống,bát bửu, lọng, cờ xi,từ đình Tam Tảo đến Nghè - chùa Tam Tảo, từ Nghè - chùa rước về Đền Phụ Quốc rồi lại từ Đền Phụ Quốc rước về Đình,Đoàn rước kéo dài hàng 1 km,với hàng nghìn người tham ra, hết một vòng là tổ chức hát xướng, thi dệt vải, thi bắt trạch trong chum và múa rối nước.